# Buclă temporală
O buclă de timp (din engleză time loop) sau buclă temporală este o temă comună în science-fiction (în special în universurile în care călătoria în timp este un lucru obișnuit), în care timpul curge în mod normal pentru o perioadă determinată (de obicei o zi sau câteva ore), dar apoi sare înapoi ca un disc stricat. Când apare bucla de timp de obicei amintirile celor mai multe personaje sunt șterse , ei uită tot ce s-a întâmplat. De obicei unul sau mai multe personaje principale își păstrează memoria sau devin conștienți de existența buclei prin déjà vu.
Un exemplu cunoscut în acest sens este filmul din 1993 Groundhog Day, în care personajul principal este singurul conștient de bucla temporală. 